# Državna cesta D58
D58 je državna cesta u Hrvatskoj. Lokalno je poznata i kao "cesta preko Boraje". Ova cesta kraćim putem spaja Šibenik i Split preko trogirskog zaleđa, izbjegavajući dug i krivudavi dio Jadranske magistrale koji oko Primoštena i Rogoznice. 
Cesta se u istočnim predgrađima Šibenika odvaja od D8 i idući prema istoku prati željezničku prugu Šibenik - Perković do Vrpolja. Kod Vrpolja cesta prolazi pored čvora Vrpolje na autocesti A1 s kojim je spojena 2,1 km dugom prilaznom cestom (državna cesta D531). Nakon toga, cesta se odvaja od željezničke pruge i skreće prema jugoistoku. Prolazi kroz naselja Boraja, Ljubitovica i Prapatnica, te se serpentinama spušta prema Trogiru. Cesta D58 u mjestu Seget Donji (kod Trogira) ponovno izlazi na jadransku magistralu.
Ukupna duljina ceste iznosi 43 km.